# Número de Seguro Social
En los Estados Unidos, un Número de Seguro Social (inglés: Social Security Number, siglas: SSN) es un número de nueve dígitos emitido a ciudadanos de los Estados Unidos, residentes permanentes y residentes temporales (trabajadores) según la sección 205(c)(2) de la Ley de Seguridad Social, codificada como 42 USC  405(c)(2). El número lo emite la Administración del Seguro Social, una agencia independiente del gobierno de los Estados Unidos. Aunque el propósito original del número era que la Administración del Seguro Social rastreara a las personas, el número de Seguro Social se ha convertido de facto en un número de identificación nacional a efectos fiscales y otros fines.
Se puede obtener un número de Seguro Social solicitando el Formulario SS-5, Solicitud de una Tarjeta de Número de Seguro Social. Las personas que no son elegibles para obtener un Número de Seguro Social (SSN), como los inmigrantes indocumentados, pueden obtener un Número de Identificación Personal del Contribuyente (ITIN) solicitando el Formulario W-7 para poder declarar impuestos y demostrar residencia en el país. Un número ITIN no autoriza a las personas a trabajar en los Estados Unidos, cambia el estatus migratorio, proporciona el derecho a recibir los beneficios de Seguro Social, o califica a un dependiente para propósitos del crédito tributario por ingreso del trabajo. Inmigrantes indocumentados que trabajan, incluso sin autorización, están obligados a declarar impuestos. Pueden utilizar sus declaraciones de impuestos para comprobar sus años de residencia en el país y una forma de demostrar "buen carácter moral" en la corte de inmigración.

## Historia
Los números de Seguro Social fueron emitidos por primera vez por la Administración del Seguro Social en noviembre de 1936 como parte del programa de Seguro Social de New Deal (Nuevo Trato). En tres meses se emitieron 25 millones de números.
El 24 de noviembre de 1936, 1.074 de las 45.000 oficinas de correos del país fueron designadas "centros de mecanografía" para mecanografiar las tarjetas del Seguro Social que luego se enviaban a Washington D. C. El 1 de diciembre de 1936, como parte de la campaña publicitaria del nuevo programa, Joseph L. Fay, de la Administración del Seguro Social, seleccionó un registro de la parte superior de la primera pila de 1000 registros y anunció que el primer número de Seguro Social de la historia fue asignado a John David Sweeney, Jr. de New Rochelle, Nueva York. Sin embargo, dado que los números de Seguro Social no fueron asignados en orden cronológico, Sweeney no recibió el número de Seguro Social más bajo, 001-01-0001. Esa distinción pertenece a Grace D. Owen de Concord, New Hampshire.
Antes de 1986, las personas a menudo no obtenían un número de Seguro Social hasta los 14 años aproximadamente, ya que los números se utilizaban para fines de seguimiento de ingresos, y los menores de esa edad rara vez tenían ingresos sustanciales. La Ley de Reforma Fiscal de 1986 exigía que los padres indicaran los números de Seguro Social de cada dependiente mayor de 5 años para quien el padre quería reclamar una deducción de impuestos. Antes de esta ley, simplemente se confiaba en que los padres que reclamaban deducciones fiscales no mentirían sobre el número de hijos que mantenían. Durante el primer año de la Ley de Reforma Fiscal, este cambio antifraude dio como resultado que se reclamaran siete millones de dependientes menores. Se cree que la desaparición de estos dependientes involucró a niños que nunca existieron o a deducciones fiscales reclamadas indebidamente por padres que no tenían la custodia. En 1988, el umbral se redujo a dos años, y en 1990, el umbral se redujo una vez más a un año. Hoy en día, se requiere un SSN independientemente de la edad del niño para recibir una exención. Desde entonces, los padres a menudo han solicitado números de Seguro Social para sus hijos poco después del nacimiento; hoy en día, se puede hacer mediante la solicitud de un certificado de nacimiento.

## Propósito y uso
El propósito original de este número era rastrear las cuentas de las personas dentro del programa de Seguridad Social. Desde entonces, se ha utilizado como identificador para personas dentro de los Estados Unidos, aunque se producen errores raros cuando existen duplicados. Se produjeron algunas duplicaciones cuando se enviaron tarjetas prenumeradas a las oficinas regionales de la SSA y (originalmente) a las oficinas de correos.
Los registros de empleados, pacientes, estudiantes y créditos a veces se indexan por número de Seguro Social.
Las Fuerzas Armadas de los Estados Unidos han utilizado el número de Seguro Social como número de identificación para el personal del Ejército y la Fuerza Aérea desde el 1 de julio de 1969, la Armada y el Cuerpo de Marines para su personal desde el 1 de enero de 1972, y la Guardia Costera para su personal desde el 1 de octubre de 1974. Anteriormente, el militar de los Estados Unidos utilizaba un sistema mucho más complicado de números de servicio que variaba según el servicio.
A partir de junio de 2011, el Departamento de Defensa (DOD) comenzó a eliminar el número de Seguro Social (SSN) de las tarjetas de identificación militar, reemplazándolos con un número de identificación único del DOD, conocido formalmente como EDIPI (Electronic Data Interchange Personal Identifier, Identificador Personal de Intercambio Electrónico de Datos).

### Estatus no universal

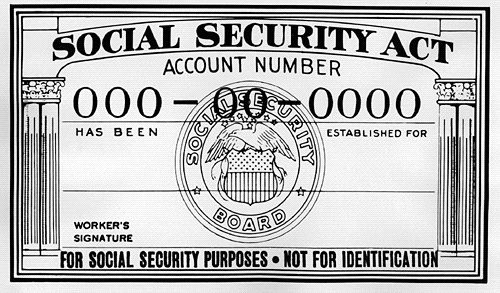
Una tarjeta antigua del Seguro Social con el mensaje "no para identificación"

El Seguro Social era originalmente un impuesto universal, pero cuando se aprobó Medicare en 1965, a los grupos religiosos que se oponían y que existían antes de 1951 se les permitió optar por no participar en el sistema. Debido a esto, no todos los estadounidenses son parte del programa de Seguridad Social y no todos tienen un número. Sin embargo, se requiere un número de Seguro Social para que los padres reclamen a sus hijos como dependientes a efectos del impuesto federal sobre la renta, y el Servicio de Impuestos Internos exige que todas las corporaciones obtengan SSN (o números de identificación alternativos) de sus empleados, como se describe a continuación. Los Amish del Antiguo Orden han luchado para impedir el Seguro Social universal anulando reglas como el requisito de proporcionar un número de Seguro Social para una licencia de caza.
Las tarjetas de Seguro Social impresas desde enero de 1946 hasta enero de 1972 establecían expresamente que las personas no debían utilizar el número ni la tarjeta para identificación. Dado que casi todas las personas en los Estados Unidos ahora tienen un SSN, resultó conveniente usarlo de todos modos y el mensaje fue eliminado.
Desde entonces, los números de Seguro Social se han convertido de facto en números de identificación nacional. Aunque algunas personas no tienen un SSN asignado, cada vez es más difícil participar en actividades financieras legítimas, como solicitar un préstamo o una cuenta bancaria sin uno. Si bien el gobierno no puede exigir que una persona revele su SSN sin una base legal, las empresas pueden negarse a brindar servicios a una persona que no proporcione un SSN. La tarjeta en la que se emite un SSN todavía no es adecuada para la identificación primaria ya que no tiene fotografía, descripción física ni fecha de nacimiento. Todo lo que hace es confirmar que se ha emitido un número concreto para un nombre concreto. En cambio, se utiliza una licencia de conducir o una tarjeta de identificación estatal como identificación para los adultos.

### Uso requerido para propósitos de impuestos federales

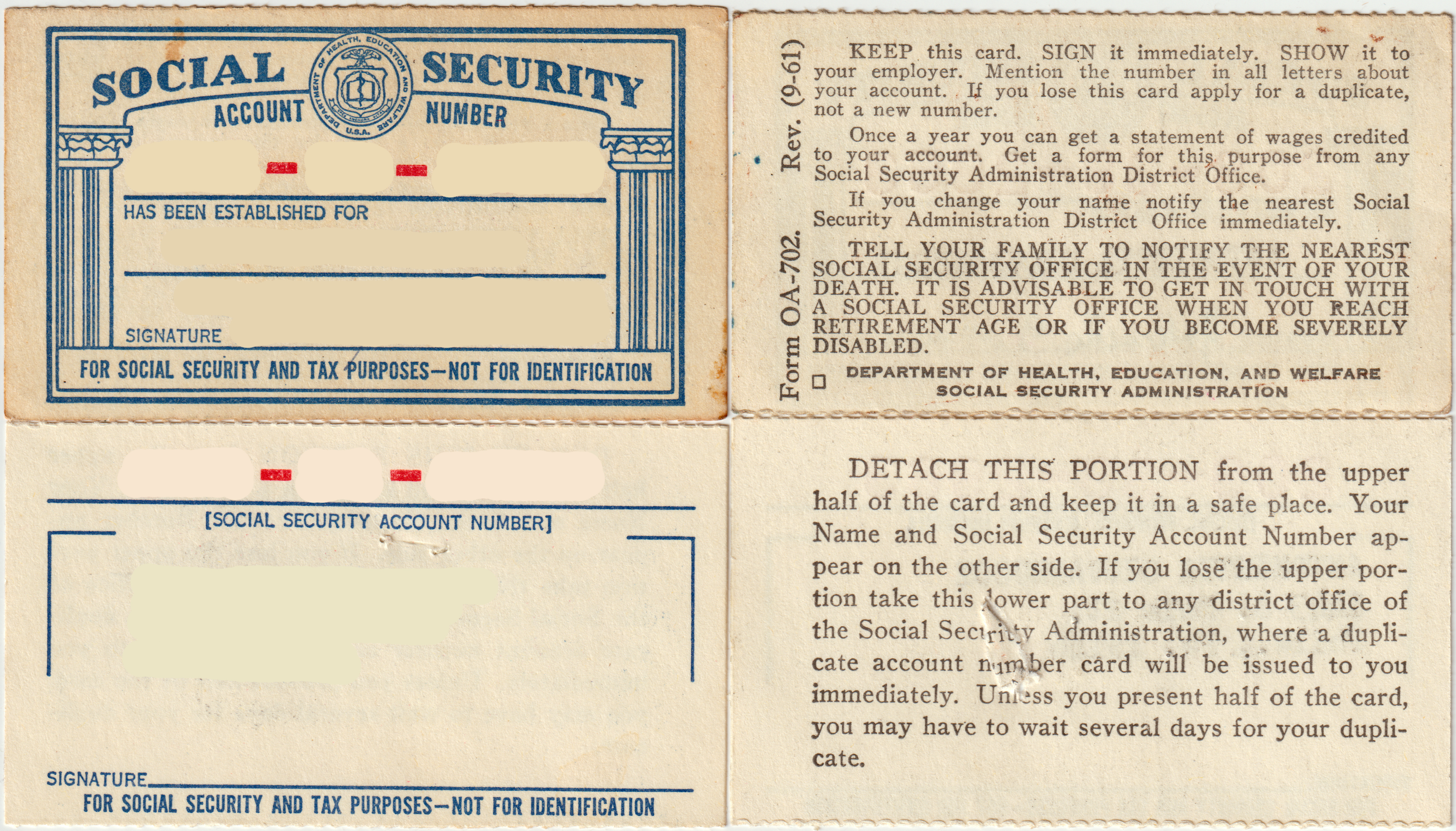
Tarjeta de Seguro Social con leyenda "a efectos de la Seguro Social y tributarios" (1961)

La sección 6109(d) del Código de Rentas Internas establece: "El número de cuenta de seguro social emitido a un individuo para los fines de la sección 205(c)(2)(A) de la Ley de Seguridad Social [codificada como 42 USC  § 405(c)(2)(A)], salvo que se especifique lo contrario en las regulaciones del Secretario [del Tesoro o su delegado], se utilizará como el número de identificación de dicha persona para los fines de este título [el Código de Rentas Internas, título 26 del Código de los Estados Unidos]."
El Código de Rentas Internas también dispone, cuando así lo requieran normas dictadas por el secretario de Hacienda o su delegado:
- Inclusión en declaraciones: Cualquier persona requerida bajo la autoridad de este título para hacer una declaración, declaración u otro documento deberá incluir en dicha declaración, declaración u otro documento el número de identificación que pueda prescribirse para asegurar la identificación adecuada de dicha persona.
- Proporcionar número a otras personas: Cualquier persona respecto de quien se requiere que otra persona haga una declaración, declaración u otro documento bajo la autoridad de este título o cuyo número de identificación debe mostrarse en una declaración de otra persona deberá proporcionar a dicha otra persona el número de identificación que se prescriba para asegurar su identificación adecuada.[24]

Según las regulaciones del Tesoro de EE. UU., cualquier persona que, después del 31 de octubre de 1962, trabaje como empleado por salarios sujetos a impuestos de Seguridad Social, impuestos de Medicare o retenciones del impuesto federal sobre la renta de EE. UU. debe solicitar "un número de cuenta" utilizando el formulario SS-5.
Un contribuyente que no sea elegible para tener un Número de Seguro Social (SSN) debe obtener un Número de Identificación del Contribuyente (TIN) alternativo.

## Tipos de tarjetas de Seguro Social
Se emiten cuatro clasificaciones diferentes de tarjetas de Seguro Social. Dichas tarjetas se emiten por ubicación geográfica (Número de área del SSN) para:
1. personas de nacimiento natural dentro de los límites territoriales de cualquiera de los Estados miembros de los Estados Unidos de América;
2. personas que se convierten en ciudadanos estadounidenses por juramento o por nacimiento dentro de la jurisdicción legislativa o territorial exclusiva del gobierno de los EE. UU.;
3. personas que se convierten en residentes permanentes de los EE. UU.;
4. personas con ciertas restricciones.

Hay dos tipos restringidos de tarjetas de Seguro Social:
- Uno dice "no válido para empleo". Dichas tarjetas no se pueden utilizar como prueba de autorización de trabajo y no son aceptables como documento de la Lista C en el formulario I-9.
- El otro dice "válido para trabajar sólo con autorización del DHS", o el anterior, "válido para trabajar sólo con autorización del INS". Estas tarjetas se emiten a personas que tienen autorización de trabajo temporal en los Estados Unidos por parte del Departamento de Seguridad Nacional (DHS),[26] la agencia fronteriza del país. Pueden satisfacer el requisito I-9 si van acompañados de una tarjeta de autorización de trabajo.

Las tarjetas suelen mostrar el nombre y el número del titular de la tarjeta.
En 2004, el Congreso aprobó la Ley de Reforma de la Inteligencia y Prevención del Terrorismo; partes del cual ordenaban que la Administración del Seguro Social rediseñara la tarjeta SSN para evitar la falsificación. Desde abril de 2006 hasta agosto de 2007, se asignó a los empleados de la SSA y de la Oficina de Imprenta del Gobierno (GPO) la tarea de rediseñar la tarjeta con el número de Seguro Social según las especificaciones del Grupo de Trabajo Interinstitucional creado por el comisionado del Seguro Social en consulta con el secretario de Seguridad Nacional.
El nuevo diseño de la tarjeta SSN utiliza características de seguridad tanto encubiertas como abiertas creadas por los equipos de diseño de SSA y GPO.

## Robo de identidad
Muchos ciudadanos y defensores de la privacidad están preocupados por la divulgación y el procesamiento de los números de Seguro Social. Además, investigadores de la Universidad Carnegie Mellon han demostrado un algoritmo que utiliza información personal disponible públicamente para reconstruir un SSN determinado.
El SSN lo utilizan con frecuencia quienes participan en el robo de identidad. Esto se debe a que está interconectado con muchas otras formas de identificación y las personas que lo solicitan lo tratan como un autenticador. Las instituciones financieras generalmente exigen un SSN para abrir cuentas bancarias, tarjetas de crédito y préstamos, en parte porque suponen que nadie, excepto la persona para quien se emitió, lo sabe.
Lo que agrava el problema de utilizar el número de Seguro Social como identificador es el hecho de que la tarjeta de Seguro Social no contiene identificadores biométricos de ningún tipo, lo que hace esencialmente imposible saber si una persona que utiliza un determinado SSN realmente pertenece a alguien sin depender de otra documentación. (que a su vez puede haber sido obtenido falsamente mediante el uso del SSN fraudulento). El Congreso ha propuesto leyes federales que restringen el uso de los SSN para identificación y prohíben su uso para diversos fines comerciales, por ejemplo, solicitudes de alquiler.
El Servicio de Impuestos Internos (IRS) ofrece alternativas a los SSN en algunos lugares donde es esencial proporcionar números de identificación a partes que no son de confianza. Los preparadores de declaraciones de impuestos deben obtener y utilizar un Número de Identificación del Preparador de Impuestos (Preparer Tax Identification Number, PTIN) para incluirlo en las declaraciones de impuestos de sus clientes (como parte de los requisitos de firma). Los servicios de guardería tienen beneficios fiscales, e incluso un propietario único debería dar a los padres un Número de Identificación del Empleador (Employer Identification Number, EIN) para utilizarlo en su declaración de impuestos.
La Administración del Seguro Social ha sugerido que, si se le pide que proporcione su número de Seguro Social, un ciudadano debería preguntar qué ley exige su uso. De conformidad con §7213 de la Ley de Implementación de la Comisión del 11-S de 2004 y 20 CFR 422.103 , el número de tarjetas de Seguro Social de reemplazo por persona generalmente se limita a tres por año calendario y diez durante toda la vida.
También se ha producido confusión de identidad debido al uso de números de Seguro Social locales por parte de los Estados Federados de Micronesia, la República de las Islas Marshall y la República de Palau, cuyos números se superponen con los de los residentes de New Hampshire y Maine.
De manera similar, los números de Seguro Social a menudo son información valiosa que los piratas informáticos pueden obtener en ataques como los de ingeniería social, donde los atacantes intentan manipular a las personas para que revelen información privada. Por ejemplo, en el ataque de ingeniería social que involucró a Hewlett-Packard , los ejecutivos contrataron investigadores privados para manipular a las compañías telefónicas para que revelaran información de llamadas y números de seguro social de empleados que sospechaban que estaban filtrando información a la prensa.

## Números de reemplazo
Una persona puede solicitar un nuevo número de Seguro Social, pero sólo bajo ciertas condiciones:
- Donde los números secuenciales asignados a miembros de una misma familia están causando problemas.
- En caso de haberse expedido duplicados.
- En los casos en que la persona haya sido víctima de violencia doméstica o acoso, y exista una clara necesidad de cambiar su número por su seguridad personal.[33]
- Cuando una persona ha sido víctima de robo de identidad y su número de Seguro Social sigue siendo problemático.
- Cuando una persona tiene una objeción religiosa demostrable a un número (como que ciertos cristianos sean reacios al número 666).

Para todas estas condiciones, se requiere evidencia creíble de terceros, como una orden de restricción o un informe policial.

## Estructura
El número de Seguro Social es un número de nueve dígitos con el formato "AAA-GG-SSSS". El número tiene tres partes: los tres primeros dígitos, llamados número de área porque antiguamente eran asignados por región geográfica; los dos dígitos del medio, el número de grupo; y los últimos cuatro dígitos, el número de serie.
El 25 de junio de 2011, la Administración del Seguro Social cambió el proceso de asignación del SSN a "aleatorización del SSN", que hizo lo siguiente:
- Eliminó la importancia geográfica de los primeros tres dígitos del SSN (el número de área), al dejar de asignar números específicos por estado para su asignación a individuos.
- Eliminó la importancia del número de grupo más alto asignado para cada número de área; Por lo tanto, la Lista de grupos altos está congelada en el tiempo y puede usarse para validar únicamente aquellos números de seguro social emitidos antes de la aleatorización.
- Se han introducido para la asignación números de área previamente no asignados, excluyendo los números de área 000, 666 y 900–999.

Debido a que los Números de Identificación Personal del Contribuyente (Individual Taxpayer Identification Numbers, ITIN) son emitidos por el IRS, no se ven afectados por este cambio de la SSA.

### Estructura anterior
Antes de la aleatorización, los primeros tres dígitos, los números de área, se asignaban por región geográfica. Antes de 1973, las tarjetas se emitían en las oficinas locales del Seguro Social en todo el país y el número de área representaba la oficina que emitía la tarjeta. Esta no tenía por qué ser en la zona donde vivía el solicitante, ya que se podía solicitar la tarjeta en cualquier oficina de la Seguridad Social. A partir de 1973, cuando la SSA comenzó a asignar números de seguro social y a emitir tarjetas centralmente desde Baltimore, el número de área se asignó de acuerdo con el código postal de la dirección postal en la solicitud de la tarjeta de Seguro Social original. La dirección postal del solicitante no tenía que ser la misma que su lugar de residencia, por lo que el número de área no necesariamente representaba el estado de residencia del solicitante, independientemente de si la tarjeta fue emitida antes o después de 1973.
Generalmente, los números se asignaban comenzando en el noreste y avanzando hacia el sur y el oeste, de modo que las personas que solicitaban desde direcciones en la costa este tenían los números más bajos y aquellos en la costa oeste tenían los números más altos. A medida que se agotaban las áreas asignadas a una localidad, se asignaban nuevas áreas del grupo, por lo que algunos estados tenían grupos de números no contiguos.
Los dos dígitos del medio, número de grupo, van del 01 al 99. Incluso antes de la aleatorización del SSN, los números de grupo no se asignaban consecutivamente en un área. En cambio, por razones administrativas, los números de grupo se emitieron en el siguiente orden:
1. números impares del 01 al 09
2. números pares del 10 al 98
3. números pares del 02 al 08
4. números impares del 11 al 99

El grupo número 98, por ejemplo, se emitiría antes del 11.
Los últimos cuatro dígitos, números de serie, se asignaron en una secuencia numérica directa de dígitos del 0001 al 9999 dentro del grupo.

### SSN válidos
Antes del 25 de junio de 2011, un SSN válido no podía tener un número de área en el rango 734–749, o superior a 772, el número de área más alto que había asignado la Administración del Seguro Social. Desde el 25 de junio de 2011, la SSA asignó números de seguro social al azar y permitió la asignación de los números de área 734–749 y 773–899. Estos no son Números de Identificación del Contribuyente (TIN), que incluyen números de área adicionales.
Algunos números especiales nunca se asignan:
- Números con todos ceros en cualquier grupo de dígitos (000-##-####, ###-00-####, ###-##-0000).[39][40]
- Números con 666 o 900–999 (Número de Identificación Personal del Contribuyente, ITIN) en el grupo del primer dígito.[39]

Hasta 2011, la SSA publicaba el último número de grupo utilizado para cada número de área. Debido a que los números de grupo se asignaban siguiendo un patrón regular, era posible identificar un SSN no emitido que contenía un número de grupo no válido. Ahora los números se asignan al azar y los SSN fraudulentos no son fácilmente detectables con información disponible públicamente. Sin embargo, muchos servicios en línea brindan validación del SSN.
A diferencia de muchos números similares, los números de Seguro Social no tienen dígito de control.

### Agotamiento y reutilización
La Administración del Seguro Social no reutiliza los números del Seguro Social. Ha emitido más de 450 millones desde el inicio del programa, unos 5,5 millones al año. Dice que tiene suficiente para durar varias generaciones sin reutilización y sin cambiar el número de dígitos. Ha habido asignaciones accidentales del mismo número a más de una persona.

## SSN utilizados en publicidad

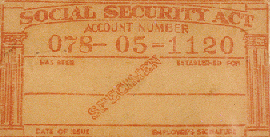
La tarjeta de Seguro Social promocional distribuida por F. W. Woolworth Company

Algunos SSN utilizados en publicidad han invalidado esos números. Un ejemplo famoso de esto ocurrió en 1938 cuando la EH Ferree Company en Lockport, Nueva York, decidió promocionar su producto mostrando cómo cabría una tarjeta de Seguro Social en sus billeteras. En cada billetera se colocó una tarjeta de muestra, utilizada con fines de exhibición, que fue vendida por Woolworth y otros grandes almacenes en todo el país; El vicepresidente y tesorero del fabricante de carteras, Douglas Patterson, utilizó el número de seguro social real de su secretaria, Hilda Schrader Whitcher.
Aunque la tarjeta estaba impresa en rojo (la tarjeta real está impresa en azul) y tenía un "muestra" impreso en el frente, muchas personas usaron el SSN de Whitcher como propio. El relato del incidente de la Administración del Seguro Social también afirma que la tarjeta falsa tenía la mitad del tamaño de una tarjeta real, a pesar de que una tarjeta en miniatura era inútil para su propósito y a pesar de que Whitcher sostenía dos tarjetas de tamaño aparentemente idéntico en la fotografía adjunta. Con el tiempo, el número que apareció (078-05-1120) ha sido reclamado como propio por un total de más de 40.000 personas. La SSA inició una campaña publicitaria indicando que era incorrecto utilizar el número (a Hilda Whitcher se le emitió un nuevo SSN). Sin embargo, se descubrió que el número estaba siendo utilizado por 12 personas en 1977.
Más recientemente, Todd Davis distribuyó su número de seguro social en anuncios del servicio de protección contra robo de identidad LifeLock de su empresa, lo que permitió que le robaran la identidad más de una docena de veces.

## Lista de números de área del Seguro Social
Lista que muestra la ubicación geográfica de los primeros tres dígitos de los números de Seguro Social asignados en los Estados Unidos y sus territorios desde 1936 hasta el 25 de junio de 2011. Los números repetidos indican que han sido transferidos a otra ubicación o que son compartidos por más de una ubicación.
El 25 de junio de 2011, la SSA cambió el proceso de asignación del SSN a "aleatorización del SSN". La aleatorización del SSN afecta el proceso de asignación del SSN. Entre sus cambios, elimina la importancia geográfica de los primeros tres dígitos del SSN, anteriormente denominado Número de Área, al no asignar más Números de Área para su asignación a personas en estados específicos.
| Número de área del SSN | Ubicación |
| ---------------------- | --- |
| 001–003                | New Hampshire |
| 004–007                | Maine |
| 008–009                | Vermont |
| 010–034                | Massachusetts |
| 035–039                | Rhode Island |
| 040–049                | Connecticut |
| 050–134                | New York |
| 135–158                | New Jersey |
| 159–211                | Pensilvania |
| 212–220                | Maryland |
| 221–222                | Delaware |
| 223–231                | Virginia |
| 232                    | North Carolina |
| 232–236                | West Virginia |
| 237–246                | North Carolina |
| 247–251                | South Carolina |
| 252–260                | Georgia |
| 261–267                | Florida |
| 268–302                | Ohio |
| 303–317                | Indiana |
| 318–361                | Illinois |
| 362–386                | Míchigan |
| 387–399                | Wisconsin |
| 400–407                | Kentucky |
| 408–415                | Tennessee |
| 416–424                | Alabama |
| 425–428                | Misisipi |
| 429–432                | Arkansas |
| 433–439                | Luisiana |
| 440–448                | Oklahoma |
| 449–467                | Texas |
| 468–477                | Minnesota |
| 478–485                | Iowa |
| 486–500                | Misuri |
| 501–502                | North Dakota |
| 503–504                | South Dakota |
| 505–508                | Nebraska |
| 509–515                | Kansas |
| 516–517                | Montana |
| 518–519                | Idaho |
| 520                    | Wyoming |
| 521–524                | Colorado |
| 525                    | Nuevo México |
| 526–527                | Arizona |
| 528–529                | Utah |
| 530                    | Nevada |
| 531–539                | Washington |
| 540–544                | Oregón |
| 545–573                | California |
| 574                    | Alaska |
| 575–576                | Hawái |
| 577–579                | District of Columbia |
| 580                    | U.S. Virgin Islands |
| 580–584                | Puerto Rico |
| 585                    | Nuevo México |
| 586                    | Territorios del Océano Pacífico - Guam - American Samoa - Philippine Islands (bajo el dominio de los Estados Unidos hasta 1946) - Northern Mariana Islands |
| 587–588                | Misisipi |
| 589–595                | Florida |
| 596–599                | Puerto Rico |
| 600–601                | Arizona |
| 602–626                | California |
| 627–645                | Texas |
| 646–647                | Utah |
| 648–649                | Nuevo México |
| 650–653                | Colorado |
| 654–658                | South Carolina |
| 659–665                | Luisiana |
| 666                    | No emitido |
| 667–675                | Georgia |
| 676–679                | Arkansas |
| 680                    | Nevada |
| 681–690                | North Carolina |
| 691–699                | Virginia |
| 700–728                | Junta de Jubilación Ferroviaria (descontinuado el 1 de julio de 1963)                                                                                      |
| 729–733                | Programa "Enumeración en Entrada" |
| 734–749                | No emitido |
| 750–751                | Hawái |
| 752–755                | Misisipi |
| 756–763                | Tennessee |
| 764–765                | Arizona |
| 766–772                | Florida |